# Abbekerkeweere
Abbekerkeweere (Westfries: Abbenkerkeweare alsook Abbentjerkeweare) is een buurtschap in de gemeente Opmeer, in de Nederlandse provincie Noord-Holland.
Het is gelegen tussenin Abbekerk en De Weere. Het is van oorsprong de weg tussen die twee plaatsen, hieraan kwam wat bewoning en ontstond een buurtschap. De plaatsnaam is een samensmelting van de twee genoemde plaatsnamen.
De bewoning van Abbekerkeweere valt formeel onder De Weere, waartoe het tegenwoordig zelf grotendeels binnen de woonkern, de binnenkom valt. Op de grens met Abbekerk is een klein stuk weilandbos gelegen. Abbekerkeweere was tot 1979 gelegen in de gemeente Hoogwoud, die toen opging in de gemeente Opmeer.
Dorpen: Aartswoud · De Weere · Hoogwoud · Opmeer · Spanbroek · Wadway (deels)

Woonplaatsen: Gouwe · Zandwerven     
Buurtschappen: Abbekerkeweere · De Kaag · De Kolk · De Snip · Harderwijk · Lagehoek · Langereis (deels) · Paradijs

Noord-Holland: Steden en dorpen in Noord-Holland      Nederland: Provincies · Gemeenten